# Voices (Matchbook Romance)
Voices è il secondo ed ultimo album dei Matchbook Romance. Questo disco lascia i toni emocore del precedente album Stories and Alibis per un disco più drammatico e dark; soprattutto è un album più raffinato del precedente dal punto di vista musicale.
Dentro alla confezione dell'album ci sono due piccoli pannelli di plastica con strisce nere e trasparenti alternate: questi pannelli possono essere allineati con parti dei disegni all'interno dell'album per rivelare messaggi segreti, molti dei quali senza senso.
Monsters compare come canzone suonabile nel videogioco Guitar Hero 3.

## Background
I Matchbook Romance hanno passato buona parte del periodo tra il 2004 ed il 2005, durante gli svariati tour cui hanno partecipato, a scrivere, comporre e registrare nuove idee per l'album che sarebbe poi diventato Voices. Il progetto di Andrew Jordan e compagni era decisamente ambizioso: scrivere un album che si differenziasse nettamente dal precedente, perché a loro dire se una band vuole rimanere sulla scia del successo non deve fossilizzarsi sulla stessa musica che ha sempre scritto, ma cercare continuamente di evolversi. Brett Gurewitz, il proprietario della Epitaph Records, era addirittura molto preoccupato del risultato di tutti questi cambiamenti, ma ascoltando infine il prodotto ultimato, non ha potuto che elogiare il risultato complessivo.
Le registrazioni sono avvenute presso i Long View Farm Studios di North Brookfield (Massachusetts), in una fattoria che si dice essere stregata (accordandosi dunque al tema ed all'atmosfera generale dell'album).

## Classifiche
L'album è entrato nella Billboard 200, debuttando al 43º posto; successivamente è sceso al 114º prima di uscire dalla classifica. Stessa posizione (quarantatreesima) nella classifica degli album digitali, mentre nella classifica degli album indipendenti si è posizionato al 2º posto, rimanendo in chart per 11 settimane.
| Classifica                | Posizione |
| ------------------------- | --------- |
| Stati Uniti               | 43        |
| Stati Uniti (independent) | 2         |
| Stati Uniti (digital)     | 43        |

## Tracce
1. You Can Run, but We'll Find You – 4:07
2. Surrender – 4:48
3. My Mannequin Can Dance – 3:56
4. Goody, Like Two Shoes – 7:10
5. Monsters – 4:04
6. Say It Like You Mean It – 4:22
7. Portrait – 4:26
8. Singing Bridges (We All Fall) – 5:12
9. Fiction – 3:26
10. What a Sight – 4:28
11. I Wish You Were Here (con traccia nascosta) – 15:46